# Oréstide

Oréstide y otras regiones del Imperio macedonio (c. 334–323 a. C.).

Oréstide u Orestia (en griego antiguo: Ὀρεστίς, romanizado: Orestias Ὀρεστίας) fue el nombre de una región del Reino de Macedonia habitada por los orestas. Formó parte de Macedonia hasta que en el año 196 a. C. se independizó. Estaba situada en el área de la actual unidad periférica de Kastoriá en el norte de Grecia. Se encontraba al este del Pindo y limitaba con la tribu macedonia de los paraveos.

## Geografía

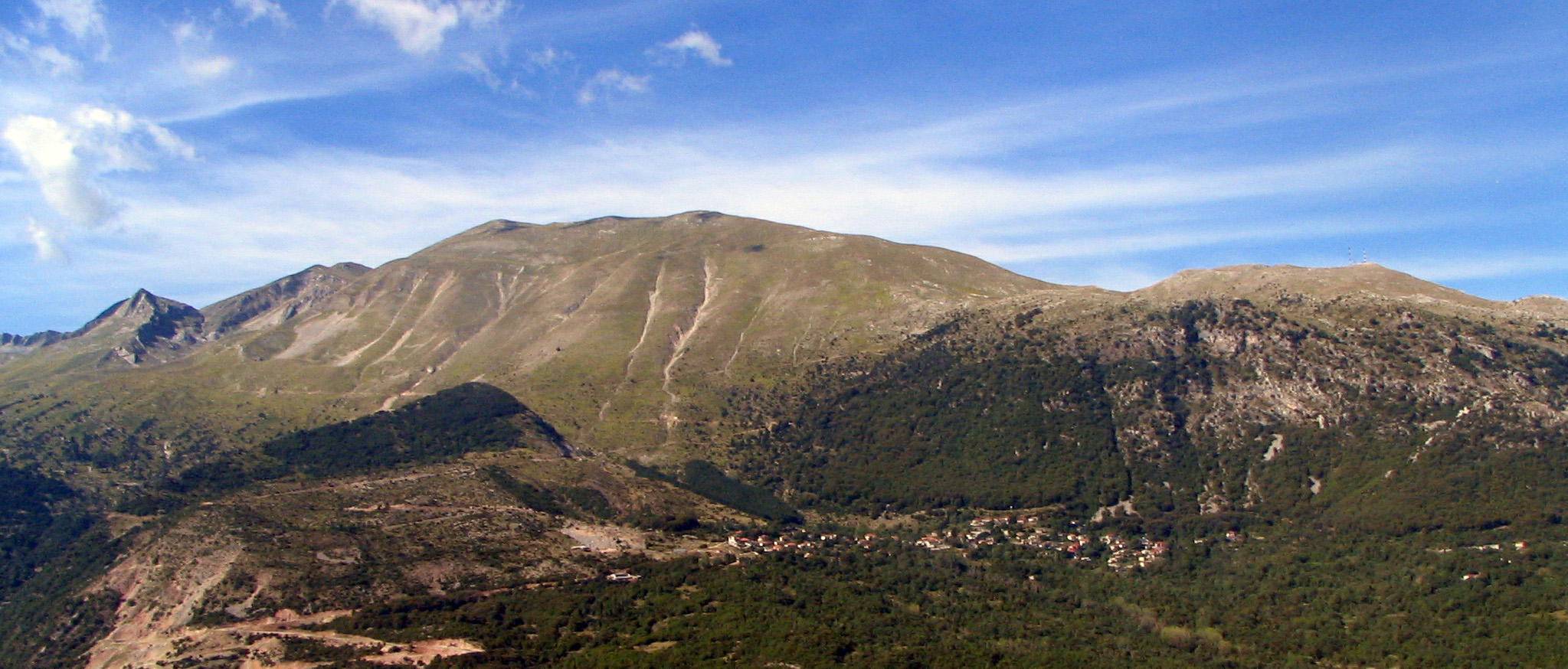
Monte Pindo.

Oréstide se ubicaba en el suroeste de Macedonia, en la cordillera del Píndo, en el curso superior del río Haliacmón. Al menos la mayor parte del territorio se encontraba en la ladera este de la cordillera. Al norte se encontraba Lincestis, al noreste Eordia, al sureste Elimia, al sur Tinfea y al oeste de Paravea del Reino de Epiro.
La ciudad más importante era Argos Orestikó. Se encuentra cerca de la actual ciudad de homónima. Esteban de Bizancio afirma que había dos ciudades con el mismo nombre, una en Epiro y la otra en Oréstide, Macedonia, lo que a veces ha causado confusión.

## Historia
Estuvo habitada originalmente por el pueblo de los orestas (Orestai,  Ὀρέσται), que le dio su nombre. Según fuentes antiguas, estos eran originalmente epirota, y según otras, molosos. 
Se cree que fueron unificados junto con otras tribus epirotas por el príncipe Antíoco para prestar ayuda a la expedición del comandante espartano Cnemo y los ambraciotas contra Acarnania (429 a. C.)  Los macedonios conquistaron la región y la incorporaron a su imperio durante el reinado de Filipo II en el siglo IV a. C.
Durante la segunda guerra macedónica, entre Filipo V de Macedonia y Roma, los orestas fueron los primeros en rebelarse contra el rey macedonio. Al final de dicha guerra (196 a. C.), el Senado romano reconoció la independencia de Oréstide, como pueblo libre y amigo de Roma. En el 168 a. C. fue incorporada al territorio romano e incluida probablemente en el cuarto distrito regional (méris) de Macedonia, la Alta Macedonia.
De esta región era nativo Pérdicas, uno de los generales de Alejandro Magno, y diádoco.